# 京南镇
京南镇，是中华人民共和国广西壮族自治区梧州市苍梧县下辖的一个乡镇级行政单位。

## 行政区划
京南镇下辖以下地区：
京南社区、长发社区、京南村、旺安村、古榄村、思蓬村、儒垌村、城垌村、太平村、大岸村、纯冲村、古参村、旺滩村、外旺村、木播村、长发村、高稳村、武岭村、平田村、合水村、寺垌村、里深村和富宁村。